# Silverstone
Silverstone ist ein mittelgroßes Dorf und Parish in West Northamptonshire, England mit etwa 2000 Einwohnern. Es liegt ungefähr in der Mitte zwischen Northampton und Oxford. Silverstone ist die Heimat der weltberühmten Rennstrecke, dem Silverstone Circuit, auf der am 13. Mai 1950 das erste Rennen der ersten Formel-1-Weltmeisterschaft stattfand. Der Große Preis von Großbritannien fand seitdem 61 Mal in Silverstone statt (Stand: Juli 2024). Die Rennstrecke befindet sich an der Stelle eines alten Flugplatzes etwa einen Kilometer südlich des Dorfes. In der Woche vor und während des Rennens löst eine geschäftige Hektik die sonst ruhige Dorfatmosphäre ab.
Das Formel-1-Team von Aston Martin, vormals Racing Point und Force India, hat seine Basis in unmittelbarer Nähe der Rennstrecke. Die Firma ist Arbeitgeber für 200 Menschen in und um Silverstone. Zuvor war Eddie Jordan Besitzer des dort ansässigen Formel-1-Teams.
Im Mittelalter fand in Silverstone in erster Linie Holzhandel statt. Fischteiche im Norden des Dorfes versorgten die Bewohner. Das Dorf ist im Domesday Book aufgeführt.

## Gemeindekirche

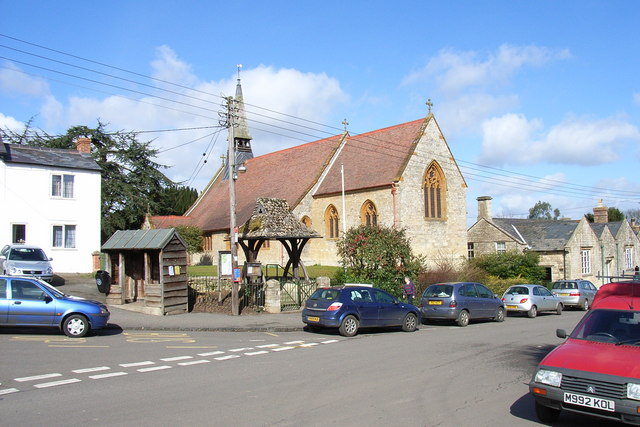
St. Michael's Church, Silverstone

Silverstone hatte um 1200 nach Christus eine Kapelle. Um 1780 wurde die mittelalterlicher Kirch ersetzt durch ein Bauwerk im Georgianischen Stil, die 1841 durch eine angebaute Kanzel und 1852 durch einen nördlichen Korridor und eine Sakristei erweitert. Die gesamte Kirche wurde in den 1880er Jahren vollständig abgebrochen und ersetzt durch die heutige Gemeindekirche der Church of England, die dem Erzengel Michael gewidmet ist. Es handelt sich um ein neugotisches Bauwerk des Architekten James Piers St Aubyn, das 1884 vollendet wurde.
An der Nordseite des Kirchhofs befinden sich Überreste mittelalterlicher Fischteiche.

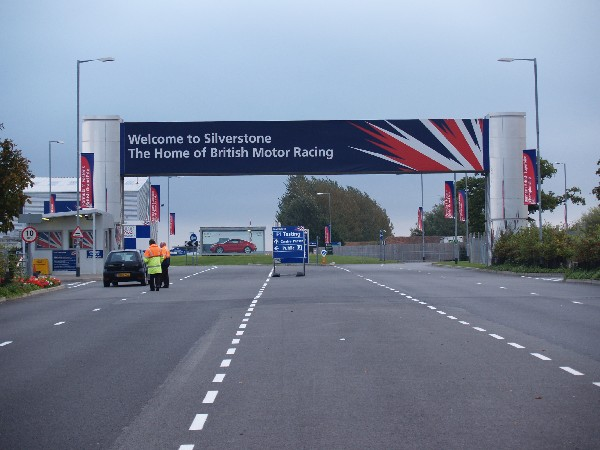
Die Einfahrt zur Rennstrecke
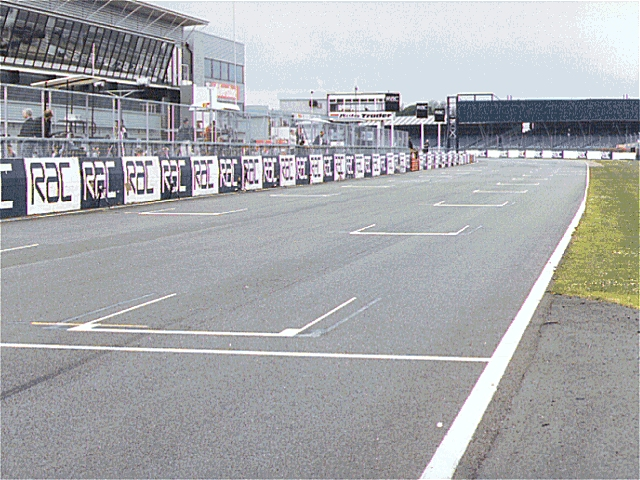
Start- und Ziellinie der Rennstrecke (1999)